# Blastomussa

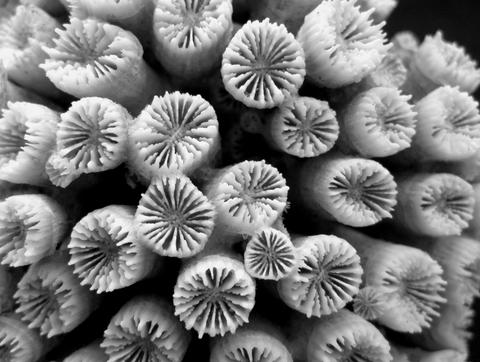
Blastomussa wellsi, distribución faceloide de los coralitos en el corallum

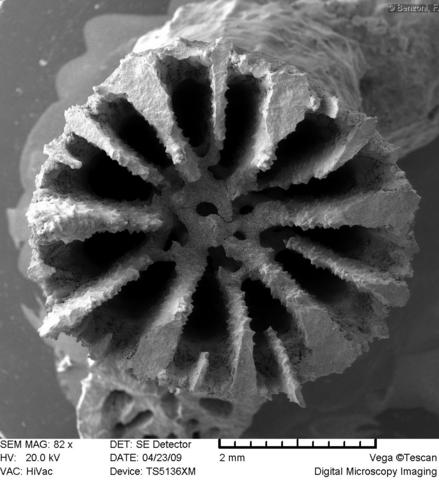
Vista calicular del coralito de Blastomussa merleti

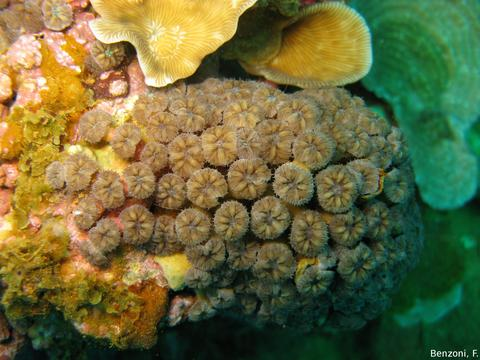
Blastomussa merleti, en Nueva Caledonia

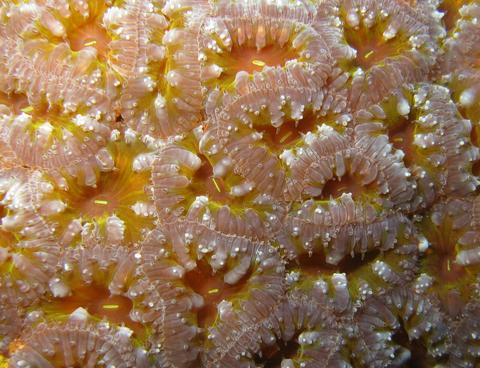
Blastomussa wellsi, sus pólipos expandidos ocultan por completo el esqueleto

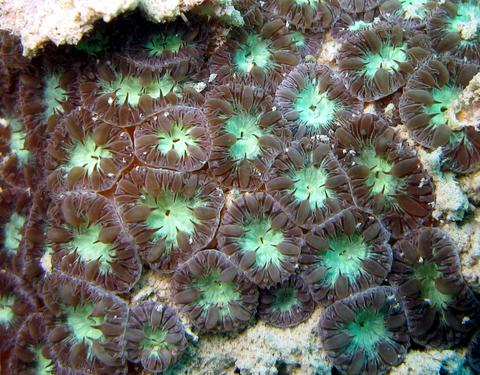
Colonia de Blastomussa merleti en Nueva Caledonia

Blastomussa es un género de coral hermatípico, del orden Scleractinia. Está clasificado por el Registro Mundial de Especies Marinas en la familia Scleractinia incertae sedis, debido a recientes estudios sobre el género y la familia Mussidae, donde estaba enmarcado hasta hace poco.
Es un coral hermatípico, su esqueleto contribuye a la generación de nuevos arrecifes en aguas tropicales del océano Indo-Pacífico. Sus pólipos carnosos y de colores vívidos, les convierten en corales marinos populares y solicitados en acuariofilia. 

## Especies
Este género tiene descritas 5 especies extantes, con diferentes estados de conservación:
- Blastomussa loyae Head. No evaluada.
- Blastomussa merleti (Wells, 1961). Preocupación menor. Versión 3.1
- Blastomussa omanensis (Sheppard & Sheppard, 1991). No evaluada.
- Blastomussa vivida Benzoni, Arrigoni & Hoeksema, 2014. No evaluada.
- Blastomussa wellsi Wijsmann-Best, 1973. Casi amenazada. Versión 3.1

## Morfología
Conforman colonias con esqueletos, o corallum, de tipo faceloide, en el que los coralitos crecen en ramas paralelas que forman masas compactas; o ceroide e incrustante, en el que los coralitos comparten sus muros y crecen directamente sobre sustratos. Los coralitos se extienden irregulares y separados hacia afuera desde un centro común. Los septos se disponen en uno o más ciclos, tienen los dientes lobulados y sus paredes están granuladas. La reproducción de los coralitos es por gemación extratentacular, desde la periferia del coralito.
Los pólipos son muy carnosos y altamente expansivos, tapando totalmente el esqueleto cuando están expandidos. En este estado, suelen confundirse con una colonia de Actinodiscus. Los pólipos están expandidos durante el día, pudiendo extender los tentáculos y/o el manto.
Los colores de los pólipos pueden presentar diversas combinaciones de marrón, rojo oscuro y verde. Usualmente con el disco oral en verde fluorescente.

## Hábitat y distribución
Localizados en diversas zonas, aunque prefieren las laderas más bajas del arrecife, en aguas tranquilas y turbias; desde 0 a 50 m de profundidad, aunque más frecuente entre 35-40 metros.
Se encuentran en aguas tropicales del océano Indo-Pacífico, desde las costas del este de África, el Mar Rojo, Golfo de Adén, Golfo de Arabia, hasta el sur de Japón, mar de China, norte de Australia, Nueva Caledonia y Fiyi. 

## Alimentación
En la naturaleza se nutre principalmente de la fotosíntesis realizada por las algas zooxantelas que habitan el tejido de sus pólipos. Las algas realizan la fotosíntesis produciendo oxígeno y azúcares, que son aprovechados por los corales, y se alimentan de los catabolitos del coral, especialmente fósforo y nitrógeno.
Esto le proporciona entre el 75 y el 90% de sus requerimientos nutricionales, completando su alimentación mediante la captura de zooplancton con sus tentáculos y la absorción de materia orgánica disuelta en el agua.

## Reproducción
Las colonias son hermafroditas, macho y hembra en el mismo organismo, y producen esperma y huevos que se fertilizan externamente en el agua.
Las larvas deambulan por la columna de agua hasta que se posan y fijan en el lecho marino, una vez allí se convierten en pólipos y comienzan a secretar carbonato cálcico para construir su esqueleto, o coralito. Posteriormente, se reproducen mediante gemación extratentacular del pólipo, dando origen a la colonia.

## Mantenimiento
En cautividad, la corriente debe ser moderada y alterna. Se consiguen los mejores resultados bajo una luz moderada o no directa, principalmente con tubos fluorescentes T5.
Se puede complementar su alimentación con mysis y artemia congelados. Si se alimenta el acuario diariamente por otros animales, no es necesario alimentarlos directamente, ya que se les podría sobrealimentar.
La reproducción común en cautividad es artificial, por fragmentación del esqueleto del coral.
Se debe emplazar en la roca, no en la arena, y dejando espacio suficiente a su alrededor, para evitar que dañe otros corales con sus tentáculos "barredores".